# 4DOS
4DOS는 JP 소프트웨어가 개발한 명령어 인터프리터이며 도스와 윈도우 95/98/Me의 기본 명령어 인터프리터인 COMMAND.COM을 대체하기 위해 고안된 것이다. 윈도우 NT의 명령 인터프리터인 4NT와 IBM사의 OS/2 명령 인터프리터 4OS2의 대체 제품 또한 개발되어 있다. 호환 인터프리터로 테이크 커맨드 제품이 계획되기도 했지만 GUI 환경(윈도나 PM)을 요구한다. 4DOS는 렉스 콘(Rex Conn)과 톰 로슨(Tom Rawson)이 만들었으며 첫 버전은 1989년에 출시되었다.
도스용 노턴 유틸리티의 일부 버전은 4DOS의 수정된 버전인 NDOS를 포함하고 있었다. NDOS의 마지막 버전은 노턴 유틸리티 8에 포함되었으며, 4DOS 4.03과 기능이 같다.

## 기능
4DOS는 COMMAND.COM과 비교하여 다음과 같은 수많은 개선된 기능이 있다.
- 더 많은 명령어
- 기존 명령어에서 더 확장된 기능
- 확장된 일괄 파일 처리 기능
- 파일이름 완성, 명령어 역사를 포함한 개선된 명령 줄 편집
- 스크립트에서도 alias 명령어 지원
- 향상된 특수 문자 및 파일 크기, 날짜, 시간표 등으로 분류하여 필터 가능
- 리다이렉션, 파이프를 위한 확장된 구문
- 환경에 특화된 온라인 도움말
- 색으로 디렉터리 나열
- 내부 변수 및 변수 기능
- 더 세세한 스웨핑 계획을 통해 대부분의 시스템에서 더 많은 기본 메모리 여유 공간을 만들어 낸다.
- 배치 파일을 위한 인터렉티브 디버깅 프로그램
- 파일 내용을 보여 주고 만들고 관리하는 계획
- INI 파일에 구성 저장
- 윈도 클립보드 지원

## 출시 역사
| 버전   | 출시일     |
| ------ | ---------- |
| 2.00   | 1989-02-15 |
| 2.20   | 1989-07-05 |
| 3.00   | 1990-03-07 |
| 4.00   | 1991-11-01 |
| 5.00   | 1993-11-23 |
| 5.51   | 1995-08-22 |
| 6.00   | 1997-07-24 |
| 7.00   | 2001-06-18 |
| 7.50   | 2003-02-24 |
| 7.50.1 | 2006-11-13 |
| 8.00   | 2009-02-27 |

## 같이 보기
- AUTOEXEC.BAT